# Elizabeth Masakayan
Elizabeth „Liz“ Masakayan (* 31. Dezember 1964 in Quezon City) ist eine US-amerikanische ehemalige Volleyball- und Beachvolleyballspielerin philippinischer Herkunft. Als Spielerin und Trainerin nahm sie an drei olympischen Turnieren teil.

## Karriere
Masakayan spielte zunächst Baseball in einer Jungen-Mannschaft, nachdem sie im Alter von vier Jahren in die Vereinigten Staaten gekommen war. Später war sie auch in der Leichtathletik und beim Fußball aktiv, während sie an der UCLA studierte. 1986 wurde sie Nationalspielerin im Volleyball und gewann im gleichen Jahr mit dem Team bei den Goodwill Games in Moskau die Bronzemedaille. Zwei Jahre später nahm sie an den Olympischen Spielen in Seoul teil. Das Turnier endete für die USA allerdings bereits in der Vorrunde. Erfolgreicher war der Auftritt bei der Weltmeisterschaft 1990, als die Mannschaft nach einer Halbfinal-Niederlage gegen China mit einem Sieg gegen Kuba den dritten Platz erreichte. Wegen mehrerer Knieverletzungen zog sich Masakayan anschließend vom Volleyball zurück.
Sie bildete ein Beachvolleyball-Duo mit Linda Chisholm und gewann 1991 und 1992 mehrere Turniere der WPVA-Serie. In den nächsten Jahren setzte sie ihre Erfolgsserie mit ihrer neuen Partnerin Karolyn Kirby fort. Masakayan/Kirby gewannen neben diversen WPVA-Wettbewerben und zwei FIVB-Turnieren auch die Goldmedaille bei den Goodwill Games 1994 in Sankt Petersburg. Bei der Weltmeisterschaft 1997 trat sie mit Elaine Youngs an und wurde Fünfte. Nach einigen weiteren Auftritten mit Kirby wurde Youngs ab Ende 1998 ihre feste Partnerin. Im nächsten Jahr belegten Masakayan/Youngs bei der WM in Marseille den dritten Rang, nachdem sie im Halbfinale ihren Landsleuten Davis/Jordan unterlegen waren. Nachdem dem Gewinn von drei Open-Turnieren in Vitória, Espinho und Dalian trennten sich ihre Wege vorerst. Masakayan schied mit Dianne DeNecochea im Achtelfinale der Weltmeisterschaft 2001 gegen die späteren Finalistinnen Sandra Pires und Minello (Brasilien) aus.
2004 wurde sie Trainerin ihrer ehemaligen Mitspielerin Youngs, die beim Olympiaturnier in Athen mit Holly McPeak Bronze gewann. 2008 in Peking wurden Youngs und Nicole Branagh unter ihrer Anleitung Fünfte.